# La luce del passato
La luce del passato (The Light of Other Days) è un romanzo di fantascienza di Arthur C. Clarke e Stephen Baxter pubblicato nel 2000.
Il romanzo tratta a livello divulgativo la teoria della relatività di Einstein attraverso la possibilità (sebbene teorica) di conoscere il passato.

## Trama
Il libro ha il suo fulcro in uno strumento che elabora i dati presenti e futuri trasmessi attraverso i corpuscoli della luce che, potendo raggiungere e superare la velocità della luce, con una specie di apparecchio amplificatore riescono a inviare i dati anche dal passato. La trama del libro, quindi, si dipana su tutta la storia umana fino a giungere al supremo mistero spirituale: il Golgota.

## Edizioni
- Arthur C. Clarke e Stephen M. Baxter, The Light of Other Days, 2000.
- Arthur C. Clarke e Stephen M. Baxter, La luce del passato, traduzione di Piero Spinelli, La Scala, Rizzoli, 2000, ISBN 88-17-86371-8.
- Arthur C. Clarke e Stephen M. Baxter, La luce del passato, traduzione di Piero Spinelli, SuperBUR 346, Rizzoli, 2001, ISBN 88-17-12632-2.